# ᴖ
Cette page contient des caractères spéciaux ou non latins. S’ils s’affichent mal (▯, ?, etc.), consultez la page d’aide Unicode.
ᴖ, appelé moitié supérieure de o, ou ᴗ, appelé moitié inférieure de o, est une lettre additionnelle de l’écriture latine qui est utilisée dans l’alphabet phonétique ouralien.

## Utilisation
En 1884, Friedrich Techmer utilise la moitié inférieure de o ‹ ᴗ › dans la transcription phonétique qu’il propose pour le journal linguistique internationale Internationale Zeitschrift fur Allgemeine Sprachwissenschaft. Techmer remplace ensuite ce symbole par le o ouvert ‹ ɔ › en 1889.
En 1893, Yrjö Wichmann utilise la moitié inférieure de o ‹ ᴗ › pour représenter un o « ouvert » et la moitié supérieure de o avec tréma ‹ ᴖ̈ › pour représenter un ö « ouvert » dans une description de l’oudmourte.
Dans l’alphabet phonétique ouralien d’Eemil Nestor Setälä de 1901, ‹ ᴖ › représente une voyelle mi-ouverte postérieure arrondie et chez d’autres auteurs comme Rédei Károly (hu). Cette voyelle est représentée avec d’autres symboles chez d’autres auteurs utilisant l’alphabet phonétique ouralien, notamment avec la moitié inférieure de o ‹ ᴗ › dans la transcription d’Eliel Lagercrantz (fi) et avec un o ouvert ‹ ɔ › dans la transcription de Sovijärvi et Peltola ou encore de Savolainen.

## Représentations informatiques
La lettre moitié supérieure de o ou moitié inférieure de o peuvent être représentées avec les caractères Unicode (Extensions phonétiques) suivants :
| formes    | représentations | chaînes de caractères | points de code | descriptions                                   |
| --------- | --------------- | --------------------- | -------------- | ---------------------------------------------- |
| minuscule | ᴖ               | ᴖ                     | U+1D16         | lettre minuscule latine moitié supérieure de o |
| minuscule | ᴗ               | ᴗ                     | U+1D17         | lettre minuscule latine moitié inférieure de o |